# Iliuixin Il-28
L'Iliuixin Il-28 (rus: Илью́шин Ил-28 Denominació OTAN: Beagle) és un bombarder a reacció dissenyat i produït els anys 1950 a la Unió Soviètica. Va ser el primer avió d'aquest tipus en ser produït a gran escala a l'URSS, amb una producció total de 6.316 avions a l'URSS, i més de 319 sota llicència a la Xina (H-5). Als anys 90 del segle XX encara hi havia centenars d'aparells en servei, després de quasi 50 anys de la seva aparició.
L'Il-28 va ser designat inicialment “Tipus 27” per la USAF/DoD i se li va assignar la denominació OTAN "Beagle",. Per altra banda la versió d'entrenament Il-28U era el “Tipus 30” per la USAF/DoD i Mascot per a l'OTAN.

## Disseny i desenvolupament
Després de diversos intents de dissenyar un bombarder quadrimotor (Ilúixin Il-22 i el fallit Ilúixin Il-24), Ilúixin va començar el desenvolupament d'un nou bombarder a reacció tàctic a finals de 1947. L'espionatge occidental se centrava en els dissenys més grans de 4 motors, mentre que l'Il-28 es va concebre per ajustar-se als requisits d'un bombarder capaç de transportar una càrrega de 3.000 kg de bombes a 800 km/h. El nou disseny es va aprofitar la venda de motors de reacció britànics Rolls-Royce Nenea la Unió Soviètica. Aquests van ser copiats per enginyeria inversa produint el motor Klímov VK-1. El no bombarder tàctic es va basar en l'ús de dos d'aquests nous impulsors.

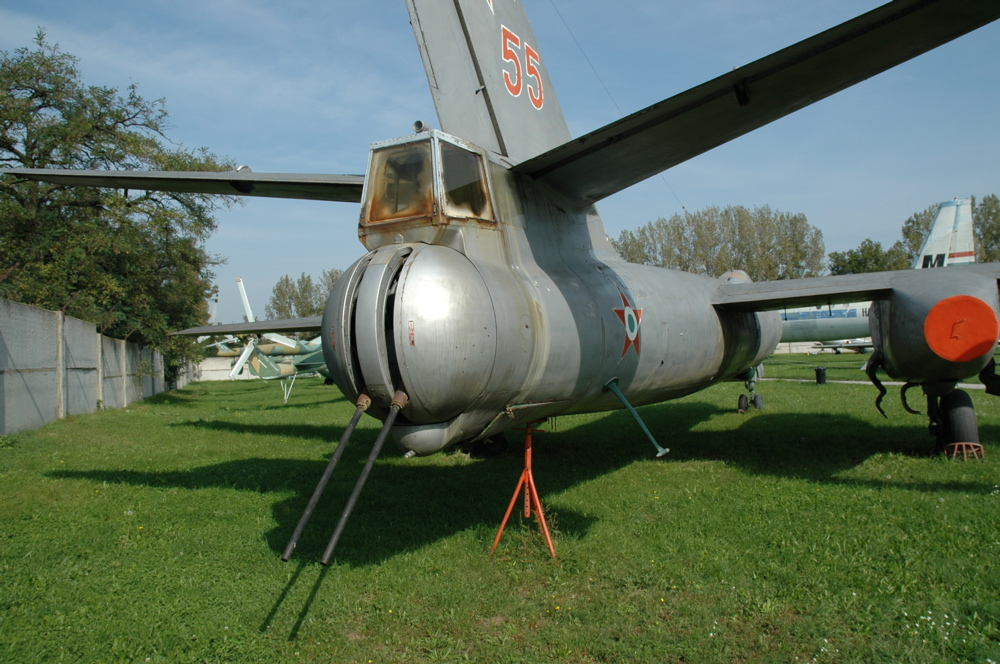
Un Il-28 hongarès, mostrant la torreta de cua amb els 2 canons automàtics de calibre 23 mm.

L'Il-28 era més petit que els dissenys anteriors i tenia una tripulació de només 3 components: pilot, navegador i artiller. També era més petit que el disseny amb el qual competia, el trimotor Tupolev Tu-73, el disseny del qual i el primer vol van ser anteriors a de l'Il-28.
El disseny tenia una configuració convencional, amb ala alta i recta, un estabilitzador horitzontal i aletes amb angle. Els motors estaven allotjats en góndoles prominents que penjaven directament de l'ala. El tren d'aterratge davanter es retreia cap enrere mentre que les 2 rodes del tren principal es retreien cap endavant dins les góndoles motrius. Cadascun dels 3 tripulants comptava amb el seu propi compartiment pressuritzat aïllat de la resta. El navegador, que també actuava de bombarder, s'allotjava al morro envidriat on també se situa el visor de bombardeig OPB-5, basat en el disseny americà Norden utilitzat a la Segona Guerra Mundial. El pilot se situa en una cabina amb coberta de cúpula amb parabrises blindat.

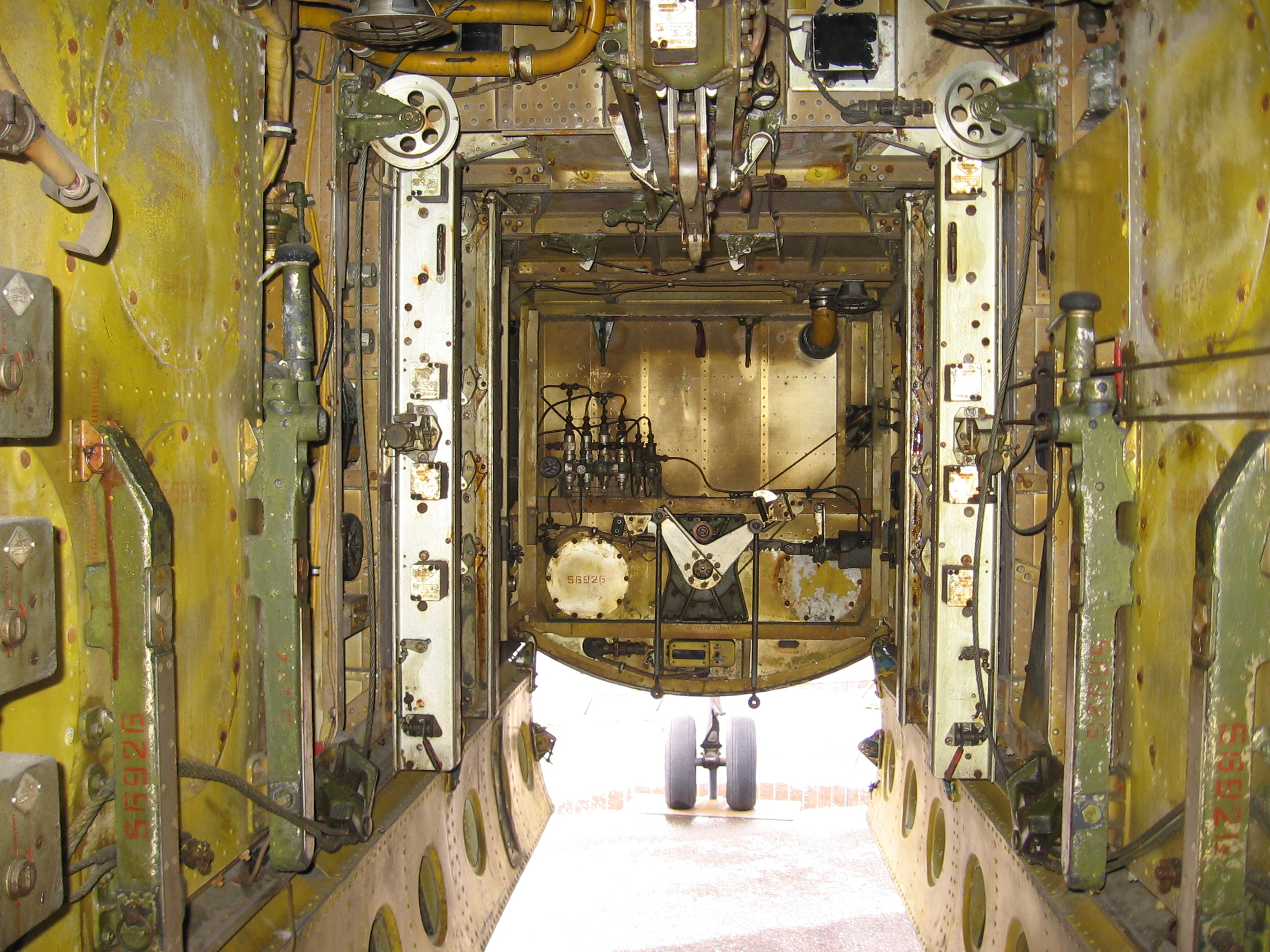
Badia de bombes de l'Il-28.

Per acabar l'artiller s'ubica en un compartiment separat a la part posterior del fuselatge, operant una torreta amb moviment elèctric i armada amb dos canons automàtics Nudelman-Suranov NS-23 de calibre 23 mm i 250 cartutxos cadascun. En servei a vegades la torreta defensiva i l'artiller eren eliminats per reduir pes i millorar el rendiment de l'aparell. El pilot i navegador comptava amb seients projectables, per contra l'artiller tan sols tenia un paracaigudes i en cas d'emergència havia de saltar des d'una portella a la part inferior de la cabina.
L'avió també equipa dos canons automàtics de 23 mm en posició fixa frontal, accionats pel pilot i amb 100 cartutxos cadascun. La badia de bombes podia transportar 4 bombes de 100 kg en contenidors individuals. O bombes fins a 3.000 kg penjant d'un mecanisme ejector.
La producció en sèrie va començar el setembre de 1949. Les entregues van començar a principis de 1950, permetent que 25 Il-28 participessin en la desfilada militar de Maig a Moscou (tal com havia ordenat Stalin el 1949). L'Il-28 va esdevenir ràpidament el bombarder tàctic estàndard de les forces soviètiques i es va exportar àmpliament.

## Història operativa

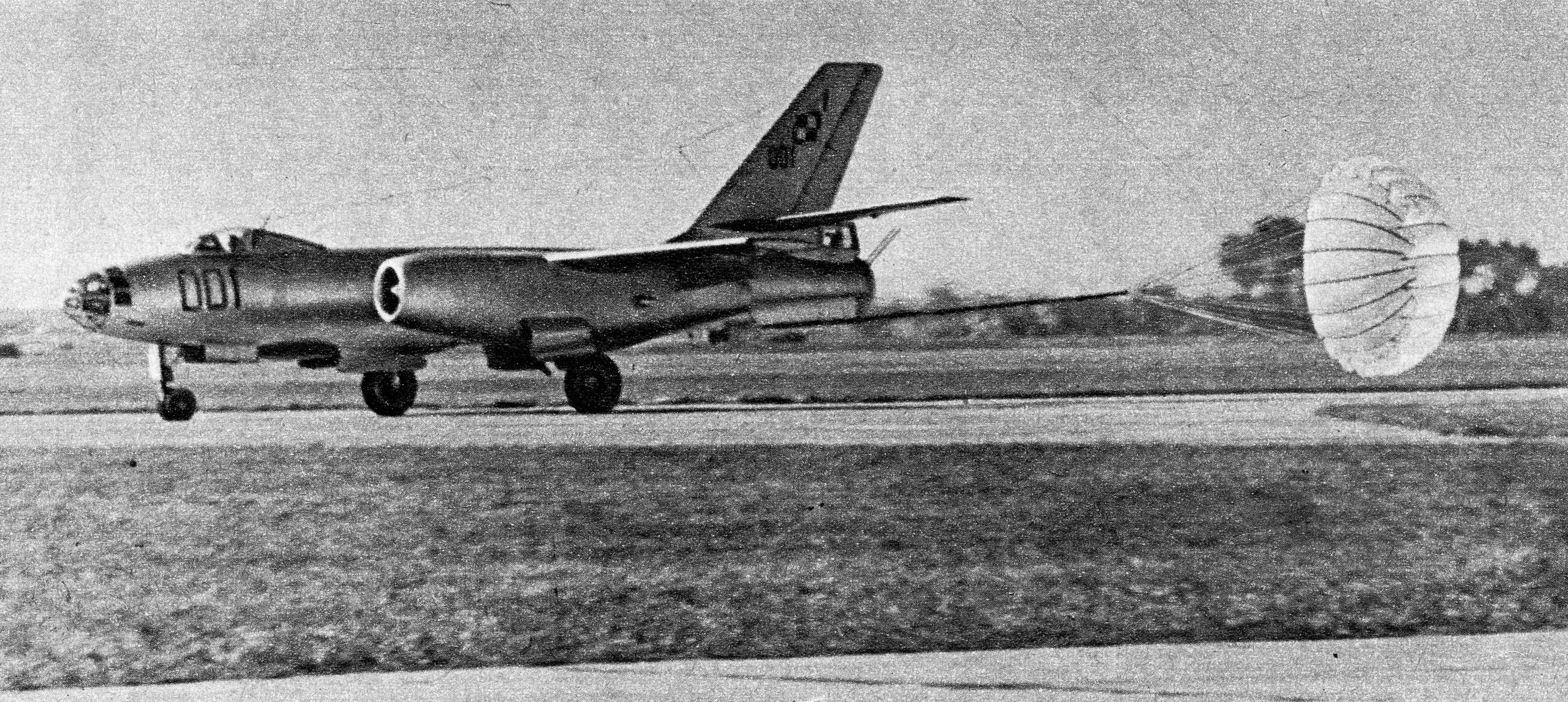
Aterratge d'un bombarder Il-28 polonès l'any 1959

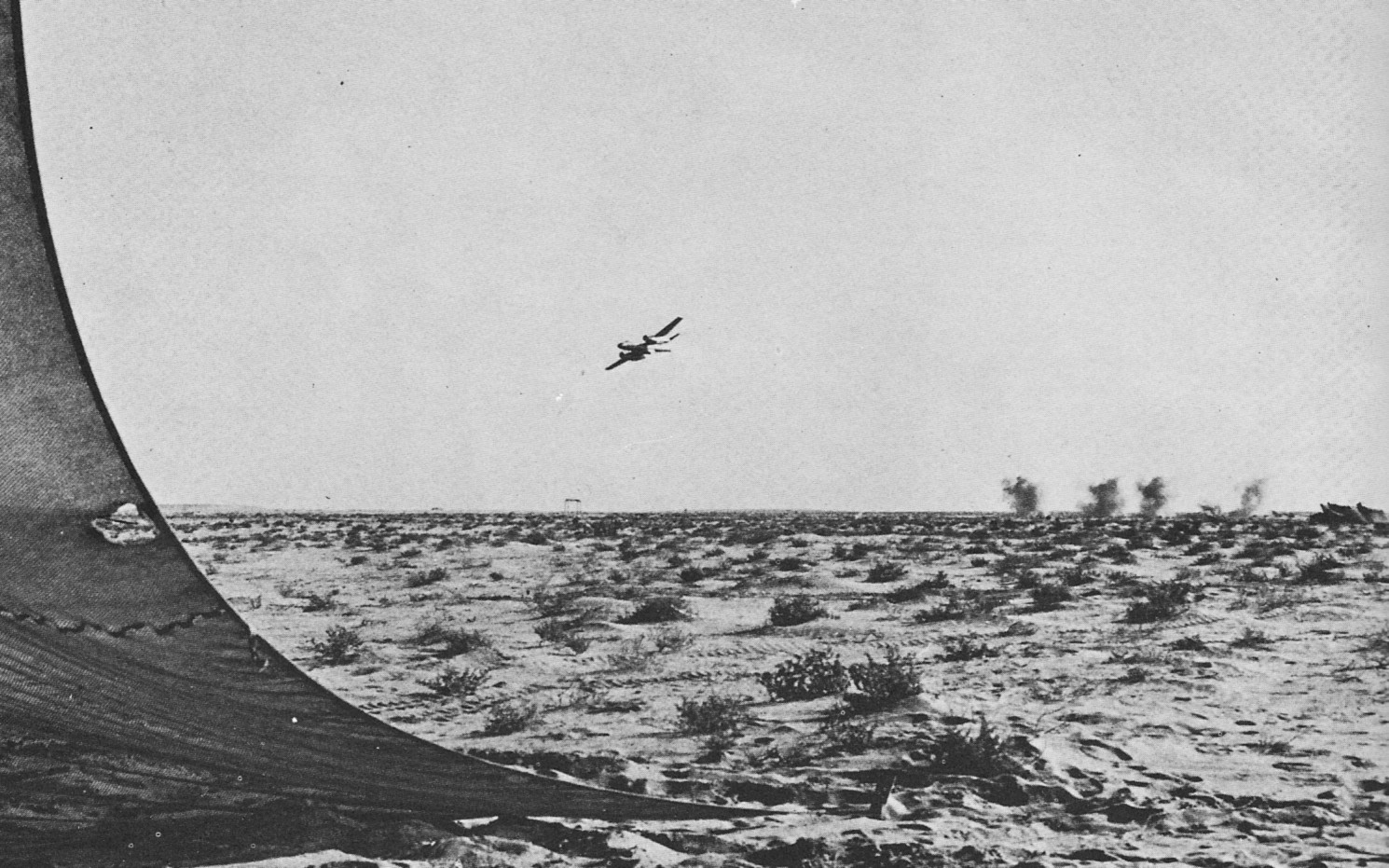
Un Il-28 egipci atacant posicions israelianes al Sinaí durant la Guerra de Desgast.

L'Il-28 va ser àmpliament exportat, servint en 20 països del Pacte de Varsòvia i diversos països africans i de l'orient mitjà. La Força Aèria Egípcia en va ser un dels primers usuaris, i els seus aparells van ser objectius prioritaris per Israel durant la Crisi de Suez, la Guerra dels Sis Dies i la Guerra del Yom Kippur. La Unió Soviètica estava assistint a Cuba per produir Il-28 localment però es va aturar per la crisi dels míssils de Cuba, i finalment Nikita Khrusxov va acceptar retirar els avions. Aquest model també va ser utilitzat de forma limitada pel Vietnam i l'exèrcit de l'Afganistan.
Diversos Ilíuixin Il-28 es conserven a museu i com a monuments a Rússia, Alemanya, Hongria i altres països que els varen utilitzar.

## Variants

### Variants de la Unió Soviètica
Ordre cronològica de les variants en funció de la data de desenvolupament/producció.
Il-28
Versió bàsica de bombardeig, amb 3 tripulants i dos motors VK-1.
Il-28U

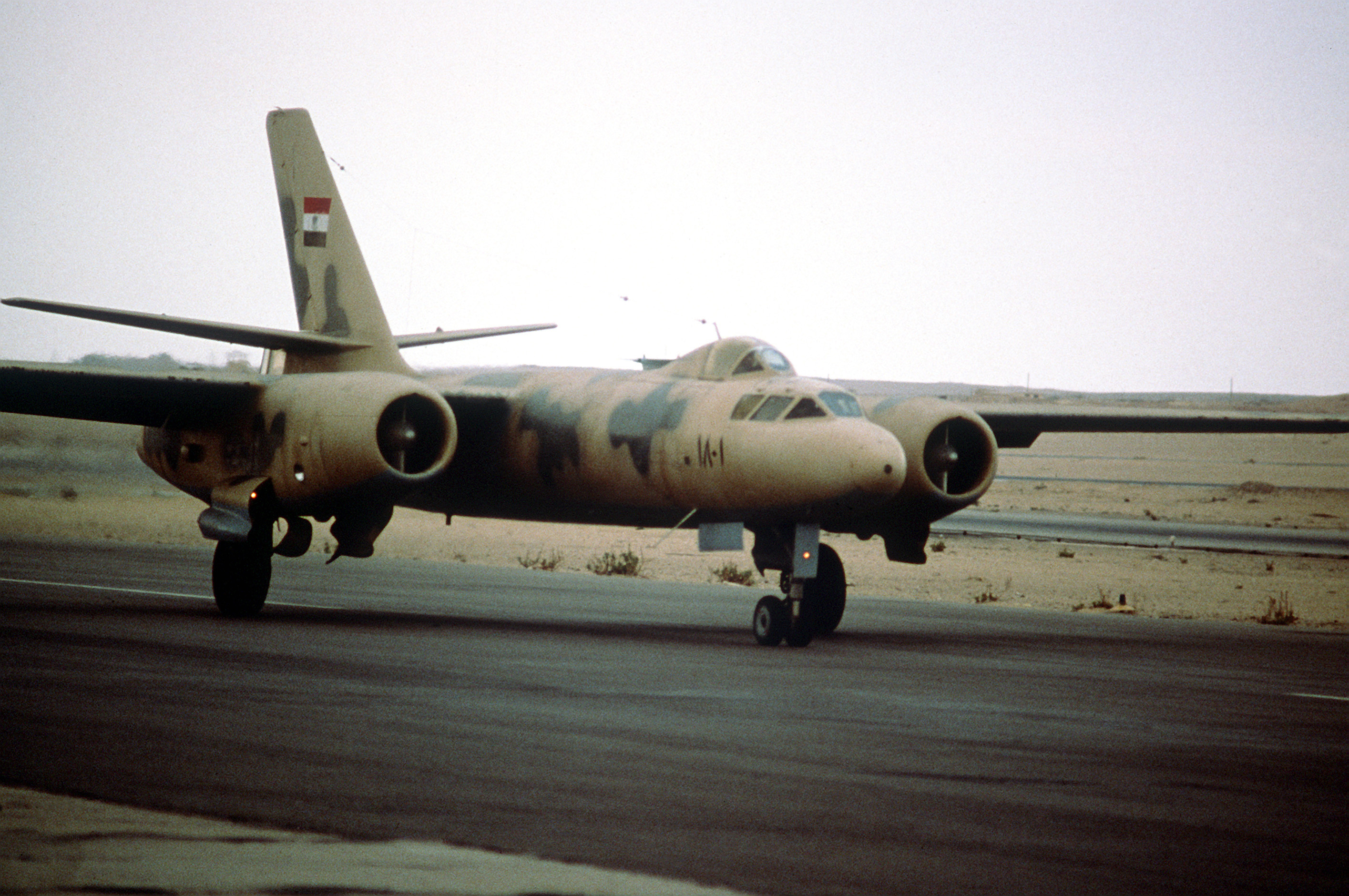
Un Il-28U d'entrenament egipci.

Versió desarmada d'entrenament equipada amb una nova cabina de vol al morro per l'instructor, mentre que el pilot en entrenament ocupava la cabina normal. Primer vol el 19 de març de 1950.
Il-28R
Versió de reconeixement tàctic. A part de les càmeres de reconeixement compta amb combustible addicional a la badia de bombes i en dipòsits als extrems alars. Manté els 3 tripulants, però prescindeix d'un dels canons frontals. El tren d'aterratge està reforçat per suportar un major pes. El primer vol va ser el 19 d'abril de 1950.
Il-28RTR
Versió de recerca de senyals i informació electrònica de l'Il-28R.
Il-28REB
Versió de guerra electrònica, amb equipament de pertorbació electrònica. Els contenidors dels extrems alars contenen equipament electrònic.
Il-28T
Versió de bombarder de torpedes per l'Aviació Naval Soviètica. Una badia de bombes allargada permet encabir dos torpedes petits o un de gran diàmetre (incloent el torpede RAT-52, amb propulsor coet.
Il-28N
Bombarder nuclear per la Força Aèria Soviètica amb badia de bombes modificada i aviònica millorada. (N - Nositel - portador, també conegut com a Il-28A - Atomnyy - atòmic).
Il-28P
Conversió a avió civil desarmat per a Aeroflot. Va ser utilitzat com a avió d'entrenament de reactors i per transportar càrregues urgents, per exemple matrius per imprimir els diaris oficials quasi simultàniament a extrems allunyats de l'URSS. Es va utilitzar la denominació Ilúixin Il-20.
Il-28S
Versió proposada amb ala de geometria variable i els motors Klímov VK-5 més potents. No es va arribar a fabricar.
Il-28RM
Versió modificar de l'Il-28R amb motors VK-5. Un prototip fabricat i 2 conversions però no va entrar en producció.
Il-28TM
Il-28T amb motors VK-5. Un conversió, sense producció.
Il-28PL
Conversions de l'Il-28 o Il-28T com a bombarders antisubmarins ràpids. Amb capacitat de llençar sonoboies i torpedes de seguiment acústic.
Il-28Sh
Versió d'atac a terra (Shtormovik) a partir de conversions d'altres versions d'Il-28. Compta amb 12 pilons subalars per contenidors porta-coets. Uns quants aparells es van utilitzar de forma limitada en servei actiu.
Il-28ZA
Versió de mesures i estudis atmosfèrics.
Il-28M
Conversions a avió teledirigit per ser utilitzat com a objectiu d'armes en entrenament. També coneguts com a M-28.

## Operadors

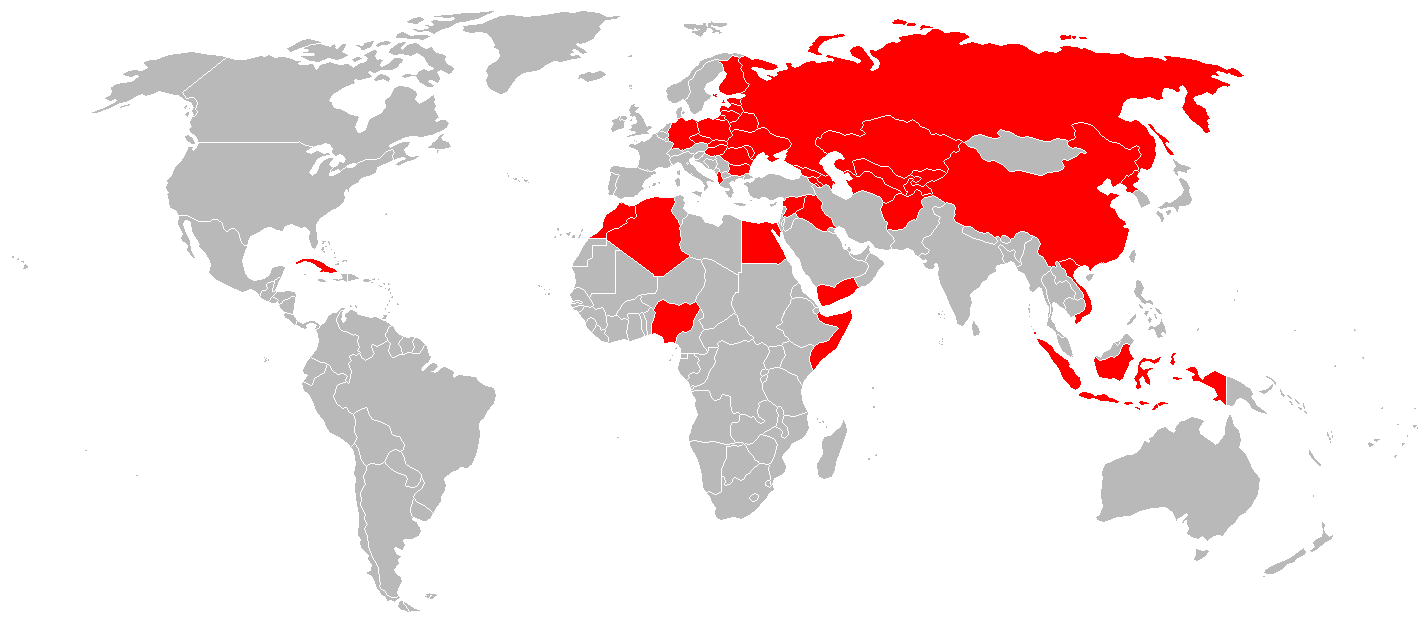
Països del món que han operat l'Il-28

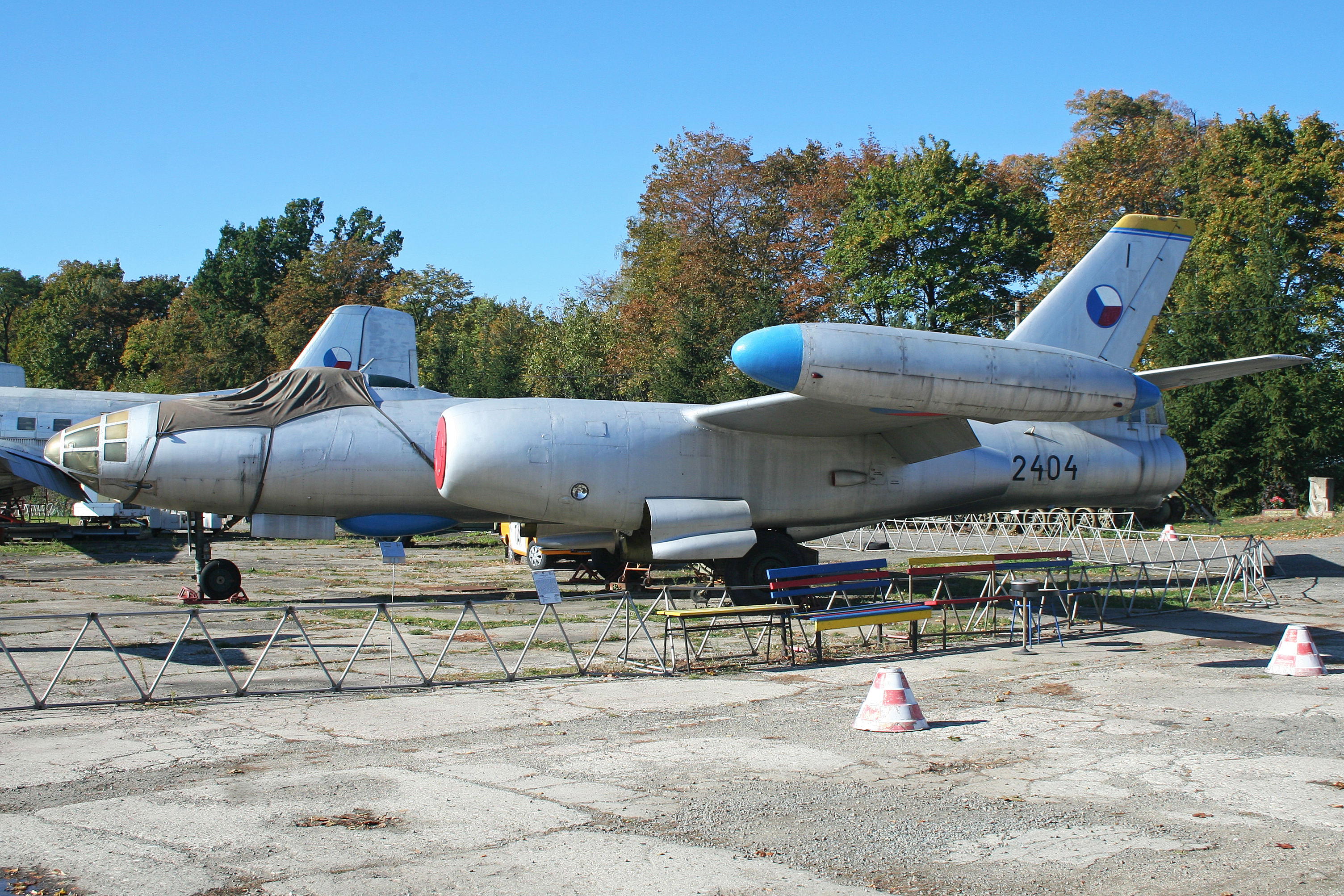
Variant de reconeixement aeri, amb dipòsits de combustibles als extrems alars per augmentar l'autonomia. Museu de Vyskov, República Txeca.

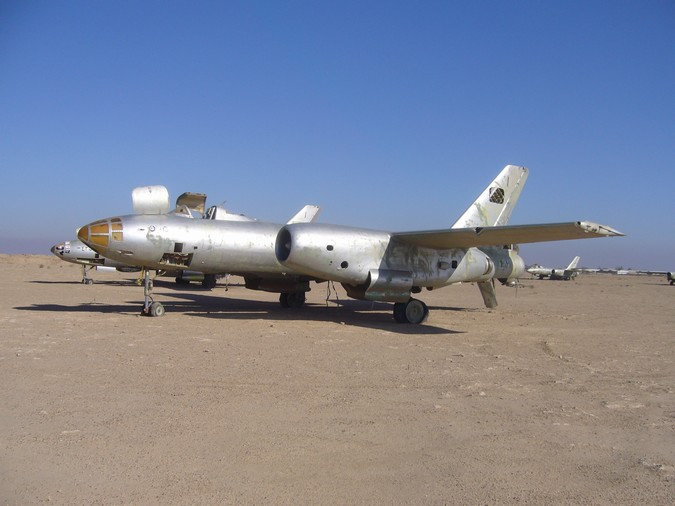
Un bombarder Il-28 iraquià abandonat en una base aèria del país.

Afganistan
- Força Aèria Afganesa

54 avions adquirits (incloent 4 Il-28U) a partir de 1957. Només els aparells d'entrenament es van mantenir a partir de 1994. Tots fora de servei a terra a partir de la guerra civil dels als 1990.
 Albània
- Força Aèria Albanesa

El Regiment d'Aviació 4020 va operar un Il-28 adquirit l'any 1957 com a part de la 2 Skuadrilja (2n esquadró). Aquesta aparell es canvià per un H-5, la versió xinesa de l'Il-28, nou l'any 1971. Finalment aquest es retirà del servei el 1992.
 Algèria
- Força Aèria Algeriana

12 Il-28 va ser rebuts d'Egipte el 1962 i 12 es van adquirir a la Unió Soviètica l'any 1965.
 Bulgària
- Força Aèria Búlgara

14 Il-28R i un Il-28U rebuts el 1955 i retirats el 1974.
 R.P. de la Xina

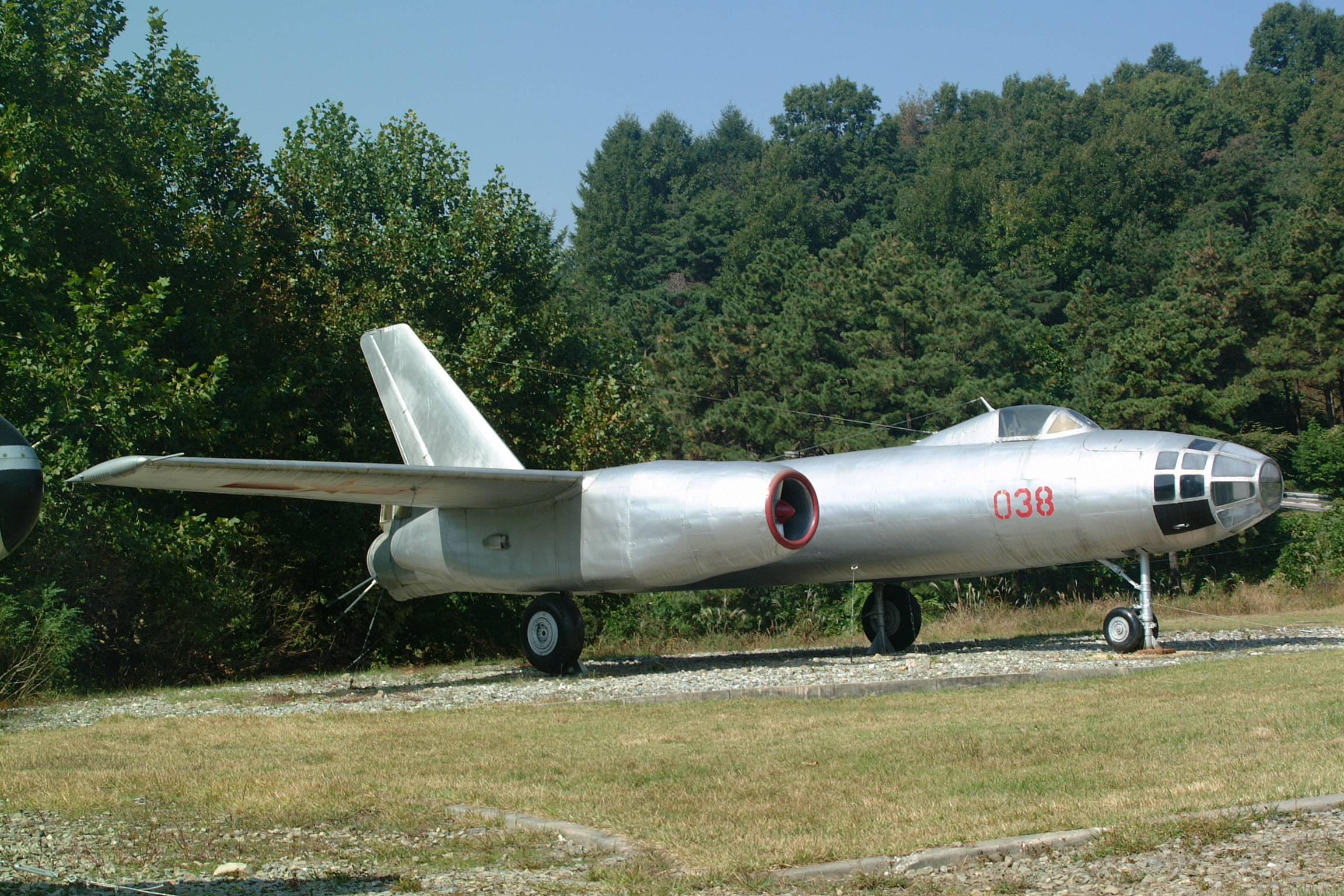
Versió xinesa del 'Beagle' fabricada sota llicència per Harbin amb la denominació H-5.

- Força Aèria de la República de la Xina

Centenars operats tant per la força aèria com per la marina de l'Exèrcit Popular d'Alliberament de la Xina. Inicialment equipats amb avions de construcció soviètica la producció autòctona, amb la denominació H-5, va començar el 1965. Tots els Il-28 ja estaven retirats el 2011.
 Cuba
- Força Aèria Cubana

Un total de 42 aparells rebuts el 1962, però es van retornar a la Unió Soviètica degut a la crisi dels míssils de Cuba.
 Txecoslovàquia
- Força Aèria Txecoslovaca

La construcció dels aparells es va realitzar sota llicència per la companyia Avia al mateix país. Es fabricaren 90 Il-28 (designats B-228), 30 Il-RT i un nombre indeterminat d'entrenadors Il-28 (CB-228). Aquests aparells van servir de 1954 al 1973.
 Alemanya de l'Est
- Força Aèria d'Alemanya de l'Est

VA operar 12 Il-28 i 1 Il-28U, sobretot es tasques d'arrossegament d'objectius i proves de motors entre 1954 i 1982.
 Egipte
- Força Aèria d'Egipte

VA rebre 70 Il-28 fabricat a la Txecoslovàquia el 1956, poc abans de la Crisi de Suez. Alguns Il-28 encara es troben en servei limitat.
 Finlàndia
- Força Aèria Finlandesa

Va rebre 4 avions (2 Il-28 i 2 Il-28R) a la dècada de 1960, dos dels quals es van utilitzar com a remolcadors d'objectius fins al 1981.
 Hongria
- Força Aèria Hongaresa

3 Il-28, 3 Il-28RTR i 2 Il-28U rebuts de la URSS i utilitzats entre 1955 i 1967.
 Indonèsia
- Força Aèria Indonèsia

12 bombarders Il-28 adquirits el 1961 i utilitzats al 21 Skadron amb base a Jakarta.
- Marina Indonèsia

Va rebre 30 Il-28T i 6 Il-28U el 1961, el darrer es va retirar el 1972.
 Iraq
- Força Aèria Iraquiana

Va rebre 10 Il-28 i 2 Il-28U el 1958. Tots van des destruïts o inutilitzats durant la Guerra del Golf.
 Marroc
- Reial Força Aèria del Marroc

Va operar dos Il-28.
 Nigèria
- Força Aèria Nigeriana

 Corea del Nord
- Força Aèria de l'Exèrcit Popular de Corea

Fins a 32 avions Il-28 i H-5.
 Pakistan
- Força Aèria Pakistanesa

Van operar H-5 amb la designació B-56, conjuntament amb bombarders americans Martin B-57. Aquest model no va ser popular entre els tripulants i finalment es tornaren a la Xina a canvi de Shenyang F-6.
 Polònia

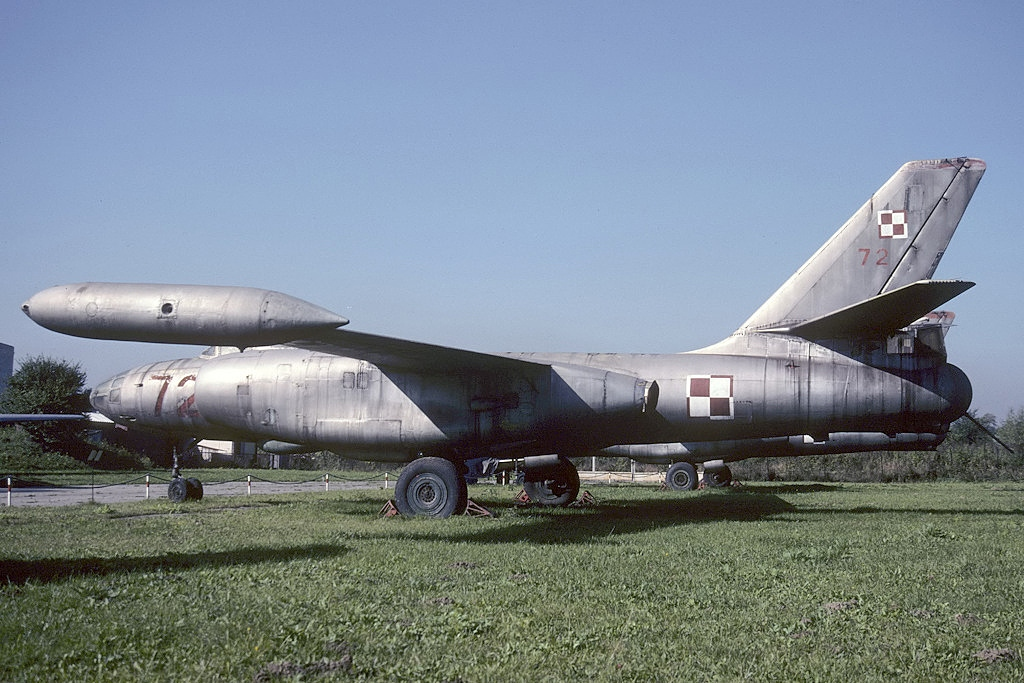
Ilúixin Il-28R de reconeixement.

- Força Aèria Polonesa: Va rebre 72 Il-28, 15 Il-28R i 16 Il-28U. El primer avió a arribar el 1952, els darrers es van retirar el 1977.
  - 7 Pułk Lotnictwa Bombowo-Rozpoznawczego basats a Powidz.
  - 21 Pułk Rozpoznania Taktycznego operant els Il-28R de reconeixement a la base de Sochaczew.
  - 33 Pułk Lotnictwa Bombowego amb base a Modlin.
- Marina Polonesa

 Romania
- Força Aèria Romanesa

Uns 22 Il-28, 3 Il-28R i 8 Il-28U, tant de fabricació soviètica com xinesa. Començant a operar amb aquest model el 1955 els darrers exemplars van ser retirats del servei el juny de 2001.
 Somàlia
- Força Aèria de Somàlia

 South Yemen
- Força Aèria del Iemen del Sud

 Unió de Repúbliques Socialistes Soviètiques
Uns 1.500 van servir amb la Força Aèria Soviètica i la Marina Soviètica a partir de 1950. A la dècada de 1980 alguns aparells encara estaven en servei actiu. Un nombre limitat d'aparells també es van desmilitaritzar i equiparen Aeroflot.
 Síria
- Força Aèria Siriana

Síria va operar 6 Il-28 fins a l'any 1980 en que varen ser substituïts per caces bombarders Su-24.
 Vietnam
- Força Àreia del Poble de Vietnam. Tots els aparells retirats.

## Especificacions (Il-28)

Vistes lateral, frontal i superior.

Dades de Jane's All The World's Aircraft 1982–83
Característiques generals
- Tripulació: Tres: pilot, bombarder i artiller
- Longitud: 17,65 m (excloent els canons)
- Envergadura: 21,45 m (excloent dipòsits de punta alar)
- Alçada: 6,70 m
- Superfície de l'ala 60,80 m²
- Perfil: TSAGI SR-5S[33]
- Relació d'aspecte: 7,55:1
- Pes buit: 12.890 kg
- Pes carregat: 18.400 kg
- Pes màxim d'enlairament: 21.200 kg
- Motor: 2× turbojets Klímov VK-1A , 26,5 kN cada un

 Rendiment 
- Velocitat màxima: 902 km/h (487 nusos) a 4.500 m
- Velocitat de creuer: 770 km/h
- Abast: 2.180 km  at 770 km/h (415 nusos) a 10.000 m
- Sostre de servei: 12.300 m
- Ràtio d'ascens: 900 m/min

Armament

- Metralladores: 4 canons automàtics Nudelman NR-23 (2 al morro i 2 a la barbeta de cua)
- Bombes: fins a 3.000 kg de bombes en una badia interna, càrrega habitual de 1.000 kg